# CBS Records
CBS Records是一個由CBS於2006年成立的唱片公司 。成立此公司目的是在音樂行業中佔一席之地。這間唱片公司只有3位著名音樂人，搖滾樂隊 Señor Happy以及歌手和作由家 Will Dailey及P.J. Olsson。
這家唱片公司主要集中於電子音樂 方面，例如iTunes 以及於其網站直接出售。 但是，CBS Records也透過RED Distribution ，一家曾經屬於CBS的Sony子公司出售CD。新的CBS Records總部設於加州洛杉磯 的CBS電視城 。

## 音樂人
- Will Dailey
- Sophie Sumner
- Keaton Simons
- Karmina
- Sharon Little
- P.J. Olsson
- Señor Happy
- The Wilshires
- You Are I Am

## 外部連結
- 官方網站
- CBS Records成立的新聞
- Christman, Ed. . Billboard. 2006-12-15  [2012-06-19]. （原始内容存档于2012-09-28）.